# Strah u Ulici lipa
Strah u Ulici lipa roman je za djecu autora Milivoja Matošeca objavljen 1968. godine. Bavi se problemima na koje djeca nailaze tijekom odrastanja, naročito vršnjačkim nasiljem. Radnja romana napisana je jednostavno kako bi roman bio pristupačan i zanimljiv mlađim uzrastima, a način pripovjedanja stvara dojam napetosti. Zbog orijentacije romana prema glavnom liku pripada kategoriji romanâ lika.

## Radnja
Glavni lik romana jest dječak zvan Mungos. Doseljenjem u Ulicu lipa počinje vršiti nasilje nad djecom na koju naiđe. Svoje je ime preuzeo iz kaubojskih romana kako bi se doimao strašnijim. Tijekom romana saznaje se da se Mungos pretvara te kako je u suštini dobar dječak, ali u roditeljima i okolini ne pronalazi ono što želi. Njegov pokušaj traženja društva i prihvaćanja drugih temeljen na nasilju podbacuje. Razvojem radnje postaje očito kako je nasilje jedini način na koji je dječak naučio dobivati pažnju i poštovanje, a krajem romana djeca, njegove žrtve, nauče ga mirnijim metodama.